# Prühl (Oberscheinfeld)

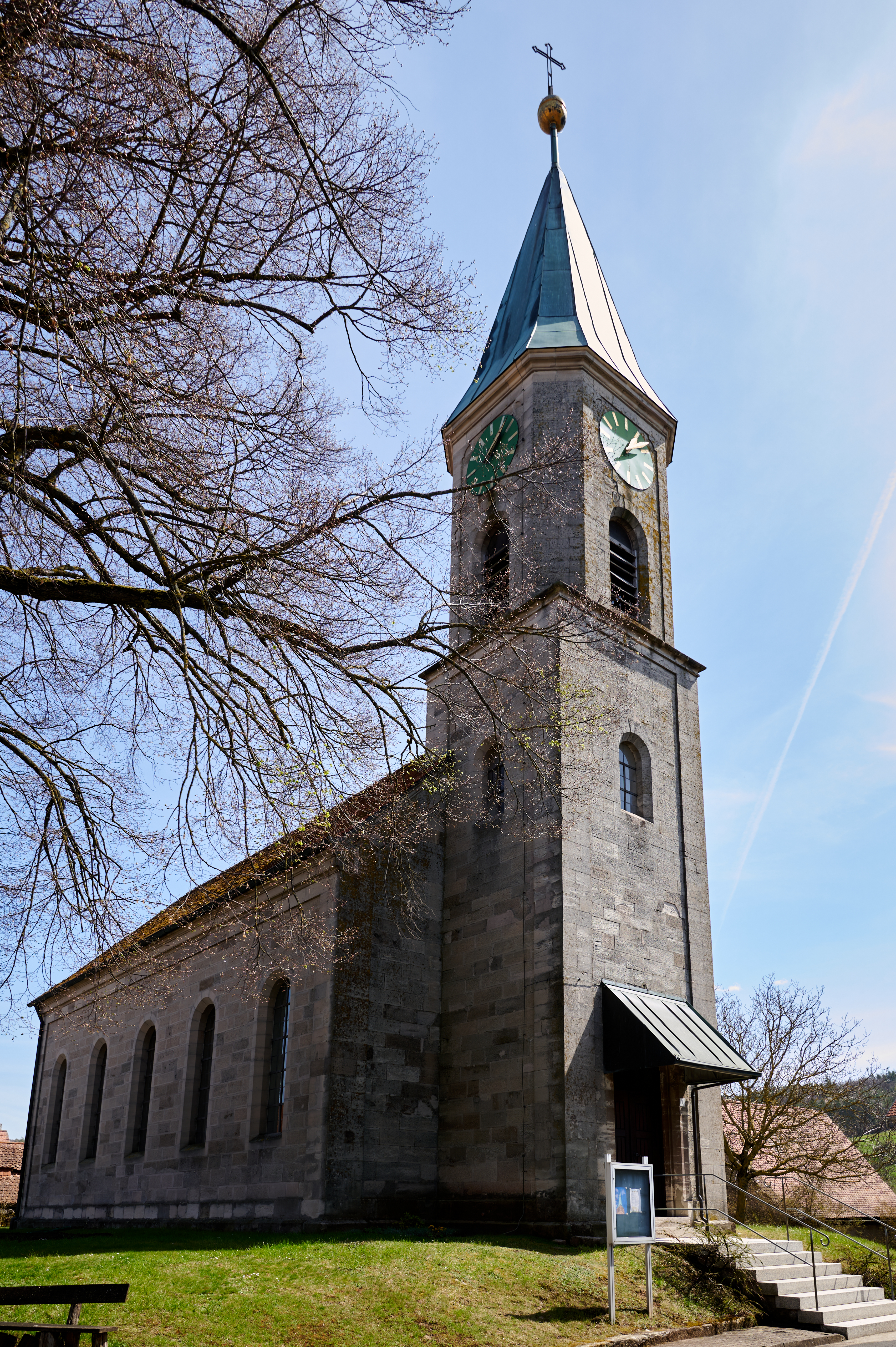
Evangelische Kirche Prühl

Prühl (fränkisch: Brühl bzw. Briel) ist ein Gemeindeteil des Marktes Oberscheinfeld im Landkreis Neustadt an der Aisch-Bad Windsheim (Mittelfranken, Bayern). Die Gemarkung Prühl hat eine Fläche von 6,374 km². Sie ist in 667 Flurstücke aufgeteilt, die eine durchschnittliche Fläche von 9555,95 m² haben. In ihr liegt neben dem namensgebenden Ort der Gemeindeteil Prühlermühle.

## Geografie
Im Kirchdorf fließen vier Bäche zum Prühlbach zusammen, einem linken Oberlauf der Scheine. Der Ort ist von allen Seiten außer dem Westen von Erhebungen des Steigerwaldes umgeben. Die Staatsstraße 2257 führt nach Haag (2,6 km nordöstlich) bzw. an der Ziegelhütte vorbei nach Oberscheinfeld (2,8 km südlich). Eine Gemeindeverbindungsstraße führt nach Appenfelden zur Kreisstraße NEA 4 (2,4 km östlich).

## Geschichte
Der Ort wurde 1258 als „Brüel“ erstmals erwähnt. Der ursprüngliche Flurname bezeichnet eine feuchte Wiese (s. Brühl (Toponym)). Die Herren von Castell waren schon zu dieser Zeit im Ort begütert. Das Hochgericht übte das bambergische Amt Oberscheinfeld aus. Neben den Herren von Castell war das schwarzenbergische Amt Geiselwind begütert.
1803 kam Prühl infolge des Reichsdeputationshauptschlusses an Bayern. Im Rahmen des Gemeindeedikts wurde der Steuerdistrikt Prühl gebildet, zu dem Prühlermühle gehörte. Mit dem Zweiten Gemeindeedikt (1818) entstand die Ruralgemeinde Prühl, die deckungsgleich mit dem Steuerdistrikt war. Sie war in Verwaltung und Gerichtsbarkeit dem Herrschaftsgericht Burghaslach zugeordnet und in der Finanzverwaltung zunächst dem Rentamt Scheinfeld, nach dessen Auflösung im Jahr 1818 dem Rentamt Iphofen. Spätestens 1837 erfolgte die Umgliederung ins Herrschaftsgericht Schwarzenberg, das 1852 zum Landgericht Scheinfeld umgebildet wurde. Für die Verwaltung war ab 1862 das Bezirksamt Scheinfeld zuständig (1939 in Landkreis Scheinfeld umbenannt) und für die Finanzverwaltung ab 1879 das Rentamt Markt Bibart (1919–1929: Finanzamt Markt Bibart, von 1929 bis 1972: Finanzamt Neustadt an der Aisch, seit 1972: Finanzamt Uffenheim). Die Gerichtsbarkeit blieb bis 1879 beim Landgericht Scheinfeld, von 1880 bis 1973 war das Amtsgericht Scheinfeld zuständig, seitdem ist es das Amtsgericht Neustadt an der Aisch. 1964 hatte die Gemeinde eine Gebietsfläche von 6,385 km². Am 1. Januar 1972 wurde Prühl im Zuge der Gebietsreform in Bayern wieder nach Oberscheinfeld eingemeindet.

### Baudenkmäler
In Prühl gibt es sieben Baudenkmäler:
- Hauptstraße 11: Bauerngut
- Hauptstraße 16: Wohnhaus mit Nebengebäude
- Hauptstraße 19: Gasthaus
- Hauptstraße 35: Ehemalige Schule
- Hauptstraße 37: Ehemaliges Wohnstallhaus
- Kirchstraße 1: Evangelische Kirche Prühl
- Kirchstraße 6: Wohnstallhaus

ehemalige Baudenkmäler
- Haus Nr. 61⁄2: Erdgeschossiges Wohnstallhaus aus Quadermauerwerk, von zwei zu fünf Achsen über hohem Kellergeschoss, dessen rundbogig schließender Eingang an der Giebelseite zur Straße liegt; er ist im Keilstein bezeichnet „1830 / IFE“.[16]
- Haus Nr. 13: Kellerhaus mit darüber erbauter Scheune. Der flachbogige Türsturz des Kellereingangs auf der Giebelseite bezeichnet „1702“. Im 19. Jahrhundert in Quadermauerwerk erbaut, gleichzeitig mit Aufführung der Giebelwand mit Fachwerk. Ihr ist ein über eine giebelseitige Treppe zugänglicher Balkon vorgelegt, von dem aus man durch zwei Eingänge in den Scheunenteil gelangt. Über dem Balkon kragt das Satteldach der Scheune auf zwei Schrägstützen vor; im Bretterboden dieser Vorkragung ist eine Aufzugsluke.[16]
- Haus Nr. 15: Zweigeschossiges verputztes Walmdachhaus von vier zu zwei Achsen, wohl Anfang des 19. Jahrhunderts. Geknickte genutete Eckvorlagen; Fenster- und Türrahmen aus Haustein, doppelt geohrt und profiliert, mit profilierter Sohlbank.[16]

### Bodendenkmäler
In der Gemarkung Prühl gibt es ein Bodendenkmal.

### Einwohnerentwicklung
Gemeinde Prühl
| Jahr      | 1818  | 1840   | 1852   | 1855   | 1861   | 1867   | 1871   | 1875   | 1880   | 1885   | 1890   | 1895   | 1900   | 1905   | 1910   | 1919   | 1925   | 1933   | 1939   | 1946   | 1950   | 1952   | 1961   | 1970   |
| Einwohner | 271   | 255    | 298    | 309    | 318    | 299    | 306    | 315    | 341    | 307    | 304    | 295    | 288    | 293    | 286    | 270    | 249    | 240    | 246    | 385    | 354    | 309    | 241    | 234    |
| Häuser    | 56    | 47     |        |        |        |        | 50     |        |        | 62     | 52     |        | 53     |        |        |        | 51     |        |        |        | 51     |        | 51     |        |
| Quelle    | [ 9 ] | [ 18 ] | [ 19 ] | [ 19 ] | [ 20 ] | [ 21 ] | [ 22 ] | [ 23 ] | [ 24 ] | [ 25 ] | [ 26 ] | [ 19 ] | [ 27 ] | [ 19 ] | [ 28 ] | [ 19 ] | [ 29 ] | [ 19 ] | [ 19 ] | [ 19 ] | [ 30 ] | [ 19 ] | [ 12 ] | [ 31 ] |

Ort Prühl
| Jahr      | 001818 | 001836 | 001840 | 001861 | 001871 | 001885 | 001900 | 001925 | 001950 | 001961 | 001970 | 001987 | 002014 |
| Einwohner | *271   | 249    | 249    | 310    | 297    | 295    | 282    | 244    | 348    | 237    | 227    | 76     | 199    |
| Häuser    | *56    | 46     | 46     |        |        | 60     | 51     | 50     | 50     | 50     |        | 22     |        |
| Quelle    | [ 9 ]  | [ 11 ] | [ 18 ] | [ 20 ] | [ 22 ] | [ 25 ] | [ 27 ] | [ 29 ] | [ 30 ] | [ 12 ] | [ 31 ] | [ 32 ] | [ 1 ]  |

## Religion
Prühl ist seit der Reformation evangelisch-lutherisch geprägt und bis heute nach St. Sixtus (Stierhöfstetten) gepfarrt. Seit 1389 gibt es in Prühl eine Filialkirche.